# Assassinat de Talaat Pacha
Le 15 mars 1921 à Berlin, l'étudiant arménien Soghomon Tehlirian assassine Talaat Pacha, ancien grand vizir de l'Empire ottoman et principal architecte du génocide arménien. Lors de son procès, Tehlirian déclare : « J'ai tué un homme, mais je ne suis pas un meurtrier. » Le jury l'acquitte.
Soghomon Tehlirian est originaire d'Erzincan, dans l'Empire ottoman, mais il s'est installé en Serbie avant la guerre ; il sert dans les unités de volontaires arméniens de l'armée impériale russe et a perdu la plupart de sa famille dans le génocide. Décidant de se venger, il assassine Harutian Mgrditichian, qui aidait la police secrète ottomane, à Constantinople. Soghomon Tehlirian rejoint l'opération Némésis, un programme clandestin mené par la Fédération révolutionnaire arménienne (FRA), et est choisi pour la mission d'assassinat de Talaat Pacha en raison de ses précédents succès. Talaat Pacha avait déjà été reconnu coupable et condamné à mort par une cour martiale ottomane, mais il vivait à Berlin avec la permission du gouvernement allemand. De nombreux Allemands éminents assistent aux funérailles de Talaat, et le ministère allemand des Affaires étrangères envoie une couronne de fleurs indiquant « À un grand homme d'État et à un ami fidèle. »
Le procès de Soghomon Tehlirian se tient les 2 et 3 juin 1921 et la stratégie de la défense consiste à faire juger Talaat Pacha pour le génocide arménien. De nombreux témoignages sur le génocide sont entendus, ce qui donne lieu à « l'un des procès les plus spectaculaires du vingtième siècle » selon Stefan Ihrig (en). Soghomon Tehlirian affirme avoir agi seul et que le meurtre n'était pas prémédité, racontant une histoire dramatique et réaliste, mais fausse, de sa survie au génocide et de son témoignage de la mort des membres de sa famille. Les médias internationaux rendent largement compte du procès, qui attire l'attention sur les faits du génocide arménien et les fait reconnaître. L'acquittement de Soghomon Tehlirian suscite des réactions plutôt favorables.
Talaat Pacha et Soghomon Tehlirian sont tous deux considérés, par leur camp respectif, comme des héros et des martyrs. L'historien Alp Yenen qualifie cette relation de « complexe Talaat-Tehlirian ». Talaat Pacha est enterré en Allemagne, mais la Turquie rapatrie sa dépouille, en 1943, et lui fait des funérailles nationales. L'avocat juif polonais Raphael Lemkin lit le procès dans les journaux et en est inspiré pour conceptualiser le crime de génocide dans le droit international.

## Contexte

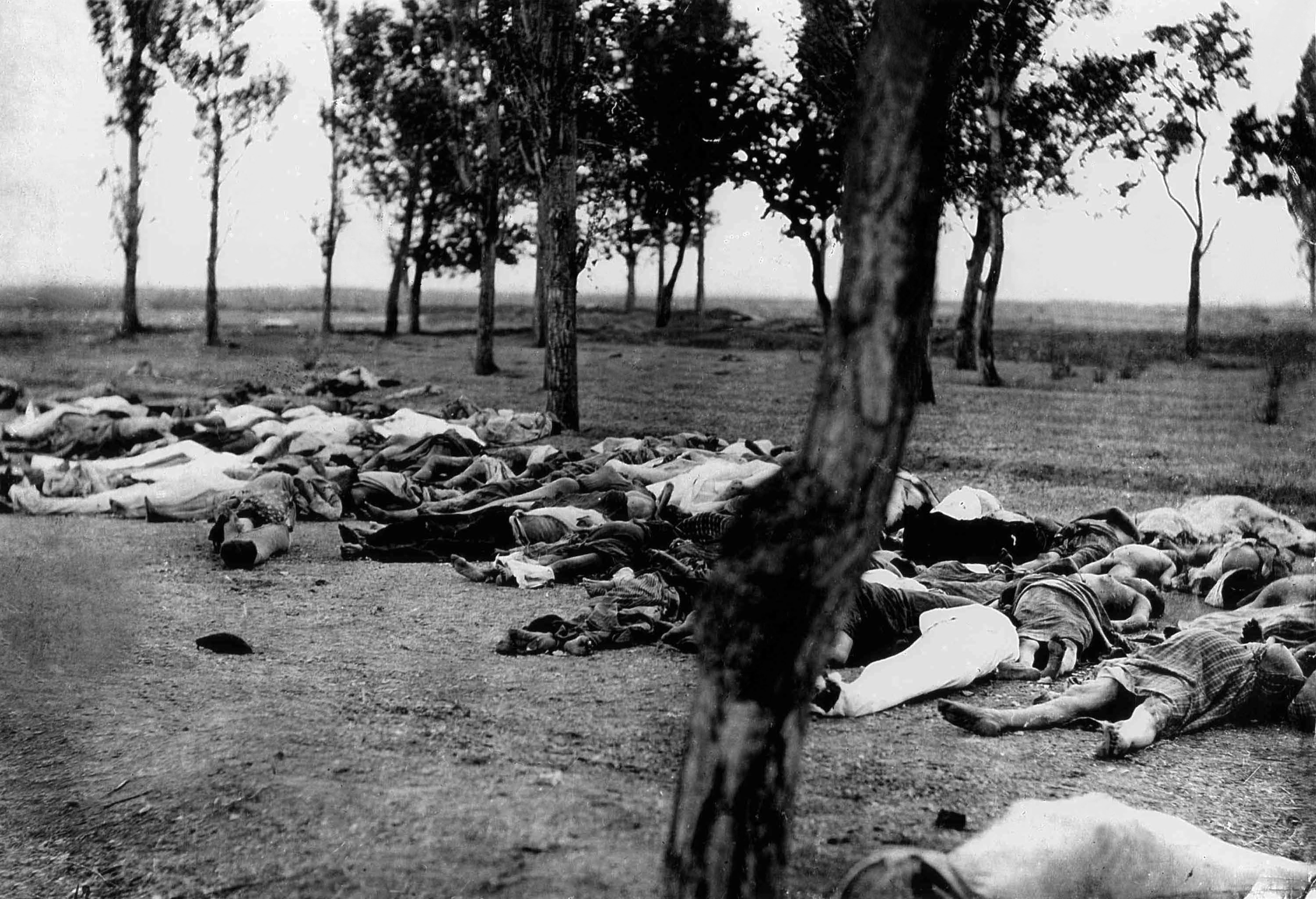
Les cadavres d'Arméniens au bord d'une route, un spectacle courant le long des routes de déportation.

En tant que chef du Comité union et progrès (CUP), Talaat Pacha (1874-1921) est le dernier grand vizir puissant de l'Empire ottoman pendant la Première Guerre mondiale. Considéré comme le principal architecte du génocide arménien,, il ordonne la déportation de la quasi-totalité de la population arménienne de l'empire vers le désert de Syrie, en 1915, afin de les exterminer,,. Sur les 40 000 Arméniens déportés d'Erzurum, on estime que moins de 200 ont atteint Deir ez-Zor. Lorsque le nombre d'Arméniens ayant survécu est supérieur à celui prévu, Talaat Pacha ordonne une deuxième vague de massacres, en 1916,. Talaat Pacha estime qu'environ 1 150 000 Arméniens ont disparu pendant le génocide. En 1918, il déclare au journaliste Muhittin Birgen (tr) : « J'assume l'entière responsabilité de la sévérité appliquée » pendant la déportation des Arméniens et « je ne regrette absolument pas mes faits ».
Lorsque l'ambassadeur des États-Unis, Henry Morgenthau, tente de persuader Talaat Pacha de mettre fin aux atrocités, ce dernier l'interrompt en disant qu'il ne reviendra pas sur sa décision car la plupart des Arméniens sont déjà morts : « La haine entre les Turcs et les Arméniens est maintenant si intense que nous devons en finir avec eux. Si nous ne le faisons pas, ils prépareront leur vengeance,. » Talaat Pacha déclare à l'écrivaine turque Halide Edib Adıvar que l'extermination des Arméniens est justifiée pour servir les intérêts nationaux turcs et que « je suis prêt à mourir pour ce que j'ai fait, et je sais que je mourrai pour cela. » En août 1915, après avoir appris les massacres arméniens, l'ancien ministre des finances du CUP, Mehmet Cavit Bey, prédit que Talaat Pacha serait assassiné par un Arménien,.
Pendant la Première Guerre mondiale, l'Allemagne impériale est un allié militaire de l'Empire ottoman. L'ambassadeur Hans von Wangenheim approuve des déplacements limités des populations arméniennes des zones sensibles,. Les représentants allemands émettent des protestations diplomatiques occasionnelles lorsque les Ottomans vont bien au-delà, afin de tenter de contenir les dommages de réputation (en) causés par les actions de leurs alliés. L'Allemagne censure les informations sur le génocide,, entreprend des campagnes de propagande le niant et accusant les Arméniens de poignarder l'Empire ottoman dans le dos,. L'inaction de l'Allemagne conduit à des accusations selon lesquelles elle est responsable du génocide (en), qui se mêlent au débat sur la responsabilité de l'Allemagne dans la guerre,.

## Exil de Talaat Pacha à Berlin

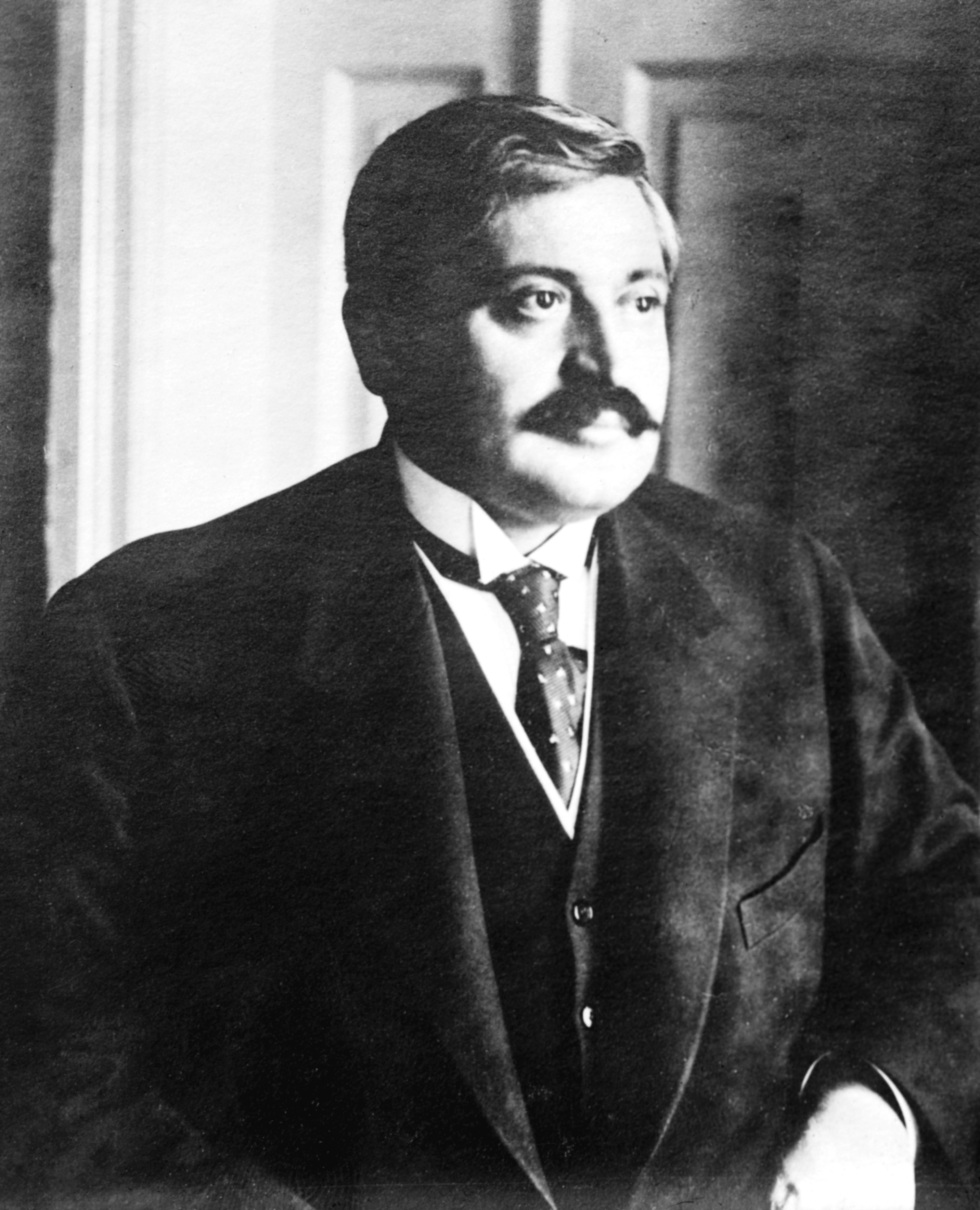
Talaat Pacha.

Après l'armistice de Moudros (30 octobre 1918) et des préparatifs élaborés, Talaat fuit Constantinople sur un torpilleur allemand avec d'autres dirigeants du CUP - Ismail Enver, Djemal Pacha, Behaeddine Chakir, Nazım Bey, Osman Bedri et Cemal Azmi - dans la nuit du 1er au 2 novembre. À l'exception de Djemal, tous sont des auteurs majeurs du génocide ; ils partent pour échapper au châtiment de leurs crimes et pour organiser un mouvement de résistance,. Le ministre allemand des affaires étrangères, Wilhelm Solf, donne pour instruction à l'ambassade de Constantinople d'aider Talaat et refuse la demande du gouvernement ottoman de l'extrader, au motif que « Talaat nous a été loyal et que notre pays lui reste ouvert,,. »
Arrivé à Berlin le 10 novembre, Talaat Pacha séjourne dans un hôtel à Alexanderplatz et dans un sanatorium dans le quartier de Neubabelsberg à Potsdam, avant de s'installer dans un appartement de neuf pièces au 4 Hardenbergstraße (de), à l'actuelle Ernst-Reuter-Platz (en),,. À côté de son appartement, il fonde le club oriental où se réunissent musulmans et Européens opposés à l'Entente.
L'office des Affaires étrangères allemand surveille les activités dans cet appartement en faisant appel à l'ancien correspondant à Constantinople du Frankfurter Zeitung, Paul Weitz (de). Un décret du chancelier du Parti social-démocrate d'Allemagne (SPD), Friedrich Ebert, légalise la résidence de Talaat Pacha. En 1920, la femme de Talaat Pacha, Hayriye, le rejoint. Le gouvernement allemand dispose de renseignements selon lesquels le nom de Talaat figure en tête d'une liste de cibles arméniennes et lui suggère de séjourner dans une propriété isolée appartenant à l'ancien chef d'état-major ottoman Fritz Bronsart von Schellendorf dans le Mecklembourg. Talaat Pacha refuse car il a besoin des réseaux de la capitale pour poursuivre son agitation politique,. Le mouvement de résistance initié par le CUP conduit finalement à la guerre d'indépendance turque. Talaat Pacha espère initialement utiliser l'homme politique turc Mustafa Kemal Atatürk comme marionnette et donne directement des ordres aux généraux turcs depuis Berlin.
Talaat Pacha a des amis allemands influents dès le début de son exil et acquiert un statut au fil du temps car il est considéré comme un représentant du mouvement national turc (tr) à l'étranger. Utilisant un faux passeport sous le nom d'Ali Saly Bey, il voyage librement à travers l'Europe continentale bien qu'il soit recherché par le Royaume-Uni et l'Empire ottoman pour ses crimes,,. De nombreux journaux allemands soupçonnent sa présence à Berlin, et il prend la parole lors de la conférence de presse qui suit le putsch de Kapp, une tentative ratée de renverser le gouvernement allemand en mars 1920,. De nombreux Allemands, mais surtout l'extrême droite, considérent la Turquie comme innocente et lésée, comparant le traité de Sèvres au traité de Versailles et voyant une « communauté de destin » entre l'Allemagne et la Turquie. Talaat Pacha écrit un mémoire, qui se concentre principalement sur la défense de sa décision d'ordonner un génocide et sur l'absolution du CUP de toute culpabilité. Talaat Pacha et d'autres exilés du CUP sont reconnus coupables et condamnés à mort par contumace pour le « massacre et l'annihilation de la population arménienne de l'Empire » par le Tribunal militaire spécial ottoman, le 5 juillet 1919,,.

## Opération Némésis

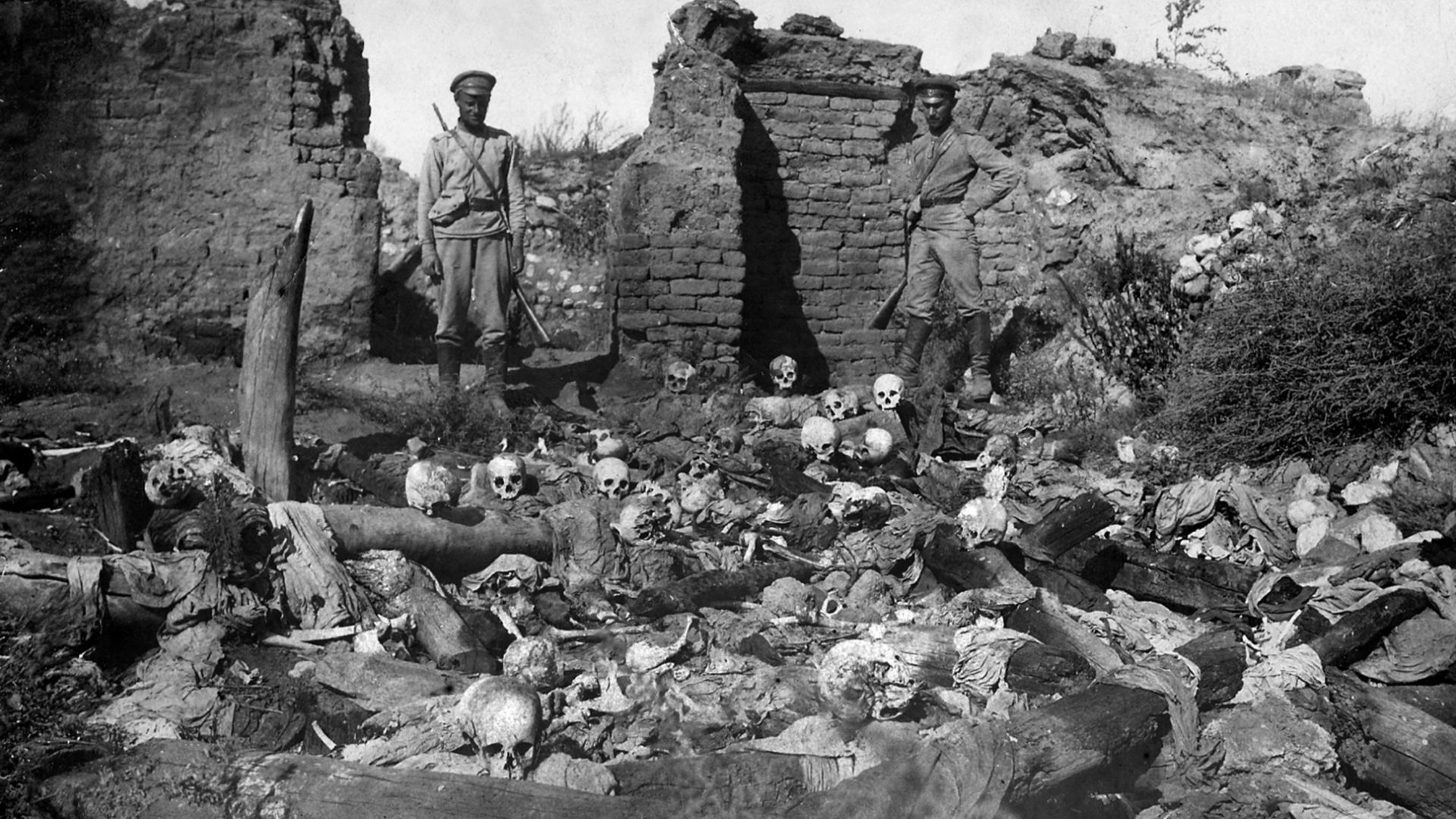
Soldats russes photographiés dans l'ancien village arménien de Sheykhalan près de Muş (1915).

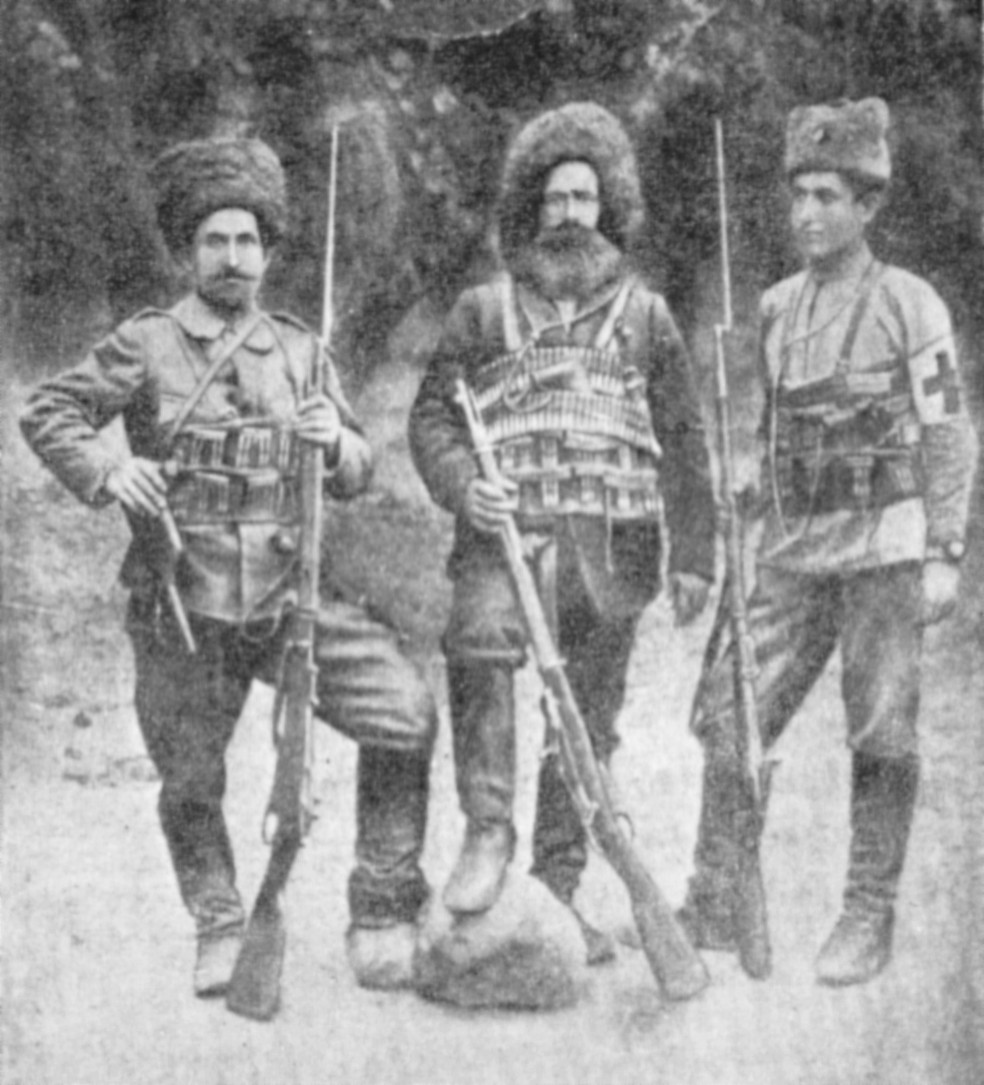
Les frères Soghomon (à droite), Sahak et Misak Tehlirian, volontaires dans l'armée russe.

Après qu'il soit devenu évident que personne d'autre ne pourrait traduire en justice les auteurs du génocide,, le Dashnaktsutyun, un parti politique arménien, met en place l'opération secrète Nemesis, dirigée par Armen Garo, Shahan Natalie et Aaron Sachaklian. Les conspirateurs dressent une liste de cent génocidaires à assassiner ; Talaat est en tête de liste,. Les volontaires ne manquent pas pour exécuter les assassinats, principalement des jeunes hommes qui ont survécu au génocide ou perdu leur famille. Les agents de Nemesis ne procèdent pas aux assassinats sans confirmer l'identité de la cible et veillent à ne pas tuer accidentellement des innocents.
L'un de ces volontaires est Soghomon Tehlirian (1896-1960) originaire d'Erzincan, dans le vilayet d'Erzurum, une ville qui compte 20 000 résidents arméniens avant la Première Guerre mondiale et aucun après,. Soghomon Tehlirian se trouve dans le royaume de Serbie lorsque la guerre éclate.
Après avoir entendu parler des atrocités commises contre les Arméniens, il rejoint les unités de volontaires arméniens de l'armée russe ; en progressant vers l'ouest, ils découvrent les conséquences du génocide. Réalisant que sa famille a été tuée, il jure de se venger. 85 membres de sa famille ont péri dans le génocide, selon ses mémoires. Soghomon Tehlirian souffre régulièrement d'évanouissements et d'autres troubles du système nerveux qui résultaient peut-être de ce que l'on appelle aujourd'hui le syndrome de stress post-traumatique. Au cours de son procès, il déclare que ces troubles sont liés à ce qu'il a vécu pendant le génocide,.
Après la guerre, Soghomon Tehlirian se rend à Constantinople, où il assassine Harutian Mgrditichian, qui avait travaillé pour la police secrète ottomane et contribué à dresser la liste des intellectuels arméniens déportés le 24 avril 1915. Cet assassinat convainc les agents de Nemesis de lui confier l'assassinat de Talaat Pacha,. Au milieu de l'année 1920, l'organisation Nemesis paye le voyage de Soghomon Tehlirian aux États-Unis, où Armen Garo l'informe que les condamnations à mort prononcées contre les principaux responsables n'ont pas été exécutées et que les tueurs poursuivent leurs activités anti-arméniennes depuis l'exil. Cet automne-là, le mouvement nationaliste turc envahit l'Arménie. Soghomon Tehlirian reçoit les photographies de sept dirigeants du CUP, dont Nemesis suit la trace, et part pour l'Europe, d'abord à Paris. À Genève, il obtient un visa pour se rendre à Berlin en tant qu'étudiant en génie mécanique, et part le 2 décembre.
Les conspirateurs qui préparent les assassinats se réunissent à la résidence de Libarit Nazariants, vice-consul de la République démocratique d'Arménie. Soghomon Tehlirian assiste à ces réunions même après être tombé malade de la typhoïde à la mi-décembre. Il est si malade qu'il s'effondre en traquant Şakir et doit se reposer pendant une semaine. Le Comité central du Dashnak leur ordonne de se concentrer sur Talaat Pacha à l'exclusion des autres auteurs. Fin février, les conspirateurs localisent Talaat Pacha après l'avoir repéré quittant la gare de Berlin Zoologischer Garten pour un voyage à Rome. Vahan Zakariants, se faisant passer pour un homme à la recherche d'un logement, enquête et découvre que Talaat Pacha vit au 4 de la Hardenbergstraße,. Pour confirmer l'identification, Soghomon Tehlirian loue une pension de l'autre côté de la rue, au 37 Hardenbergstraße, d'où il peut observer les allées et venues des gens dans l'appartement de Talaat Pacha. Les ordres qu'il a reçus de Natalie sont les suivants : « Tu fais sauter le crâne du meurtrier numéro un de la nation et tu n'essaies pas de fuir. Tu restes là, le pied sur le cadavre et tu te rends à la police, qui viendra te menotter,. »

## Assassinat

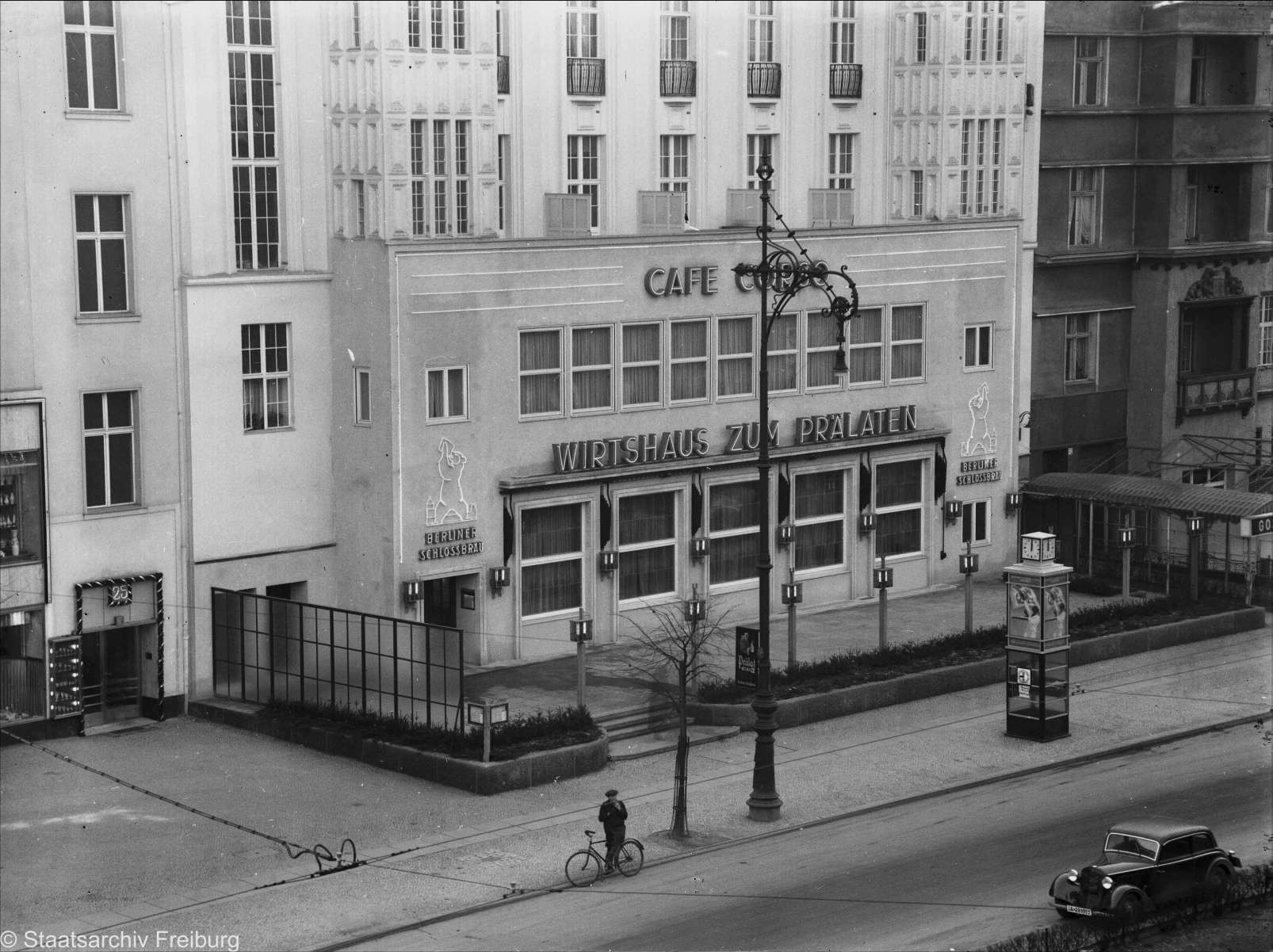
Rue devant le 27 Hardenbergstraße, où est commis l'assassinat.

Le 15 mars 1921 vers 10 h 45, un mardi pluvieux, Talaat Pacha quitte son appartement dans l'intention d'acheter une paire de gants. Soghomon Tehlirian s'approche de lui en sens inverse, le reconnait, traverse la rue, s'approche par derrière et lui tire une balle à bout portant dans la nuque au niveau du 27 de la Hardenbergstraße, à l'angle d'une rue très fréquentée, causant une mort instantanée,,. La balle traverse la moelle épinière et ressort au-dessus de l'œil gauche de Talaat Pacha, ayant détruit son cerveau, ; il tombe en avant et git dans une mare de sang. Soghomon Tehlirian se tient d'abord au-dessus du cadavre, mais après que des spectateurs aient crié, il oublie ses instructions et s'enfuit. Il jette le pistolet Parabellum de calibre 9 mm qu'il a utilisé pour l'assassinat et s'enfuit par la Fasanenstraße, où il est appréhendé par le vendeur Nikolaus Jessen. Des personnes dans la foule le frappent sévèrement ; Soghomon Tehlirian s'exclame dans un allemand approximatif quelque chose comme « C'est bon. Je suis un étranger et il est un étranger !,, » Peu de temps après, il déclare à la police : « Je ne suis pas le meurtrier ; c'est lui,
. »
La police interdit l'accès au corps. Un autre exilé de la CUP, Nazım Bey, arrive sur les lieux peu après et se rend à l'appartement de Talaat Pacha, au 4 de la Hardenbergstraße, où Ernst Jäckh (en), fonctionnaire du ministère des Affaires étrangères et militant pro-turc qui rencontrait souvent Talaat, arrive à 11 h 30. Şakir apprend également l'assassinat et identifie le corps pour la police. Jäckh et Nazım retournent sur les lieux de l'assassinat. Jäckh tente de convaincre la police de remettre le corps en utilisant son autorité en tant que fonctionnaire des Affaires étrangères, mais ils refusent de le faire avant l'arrivée de la brigade criminelle. Jäckh se plaint que le « Bismarck turc » ne peut pas rester dehors dans un tel état pour que les passants puissent en rester bouche bée,. Finalement, ils obtiennent la permission de transporter le corps, qui est envoyé à la morgue de Charlottenburg dans un véhicule de la Croix-Rouge. Immédiatement après l'assassinat, Şakir et Nazım bénéficient d'une protection policière. D'autres exilés du CUP craignent d'être les prochains à être assassinés.

## Funérailles

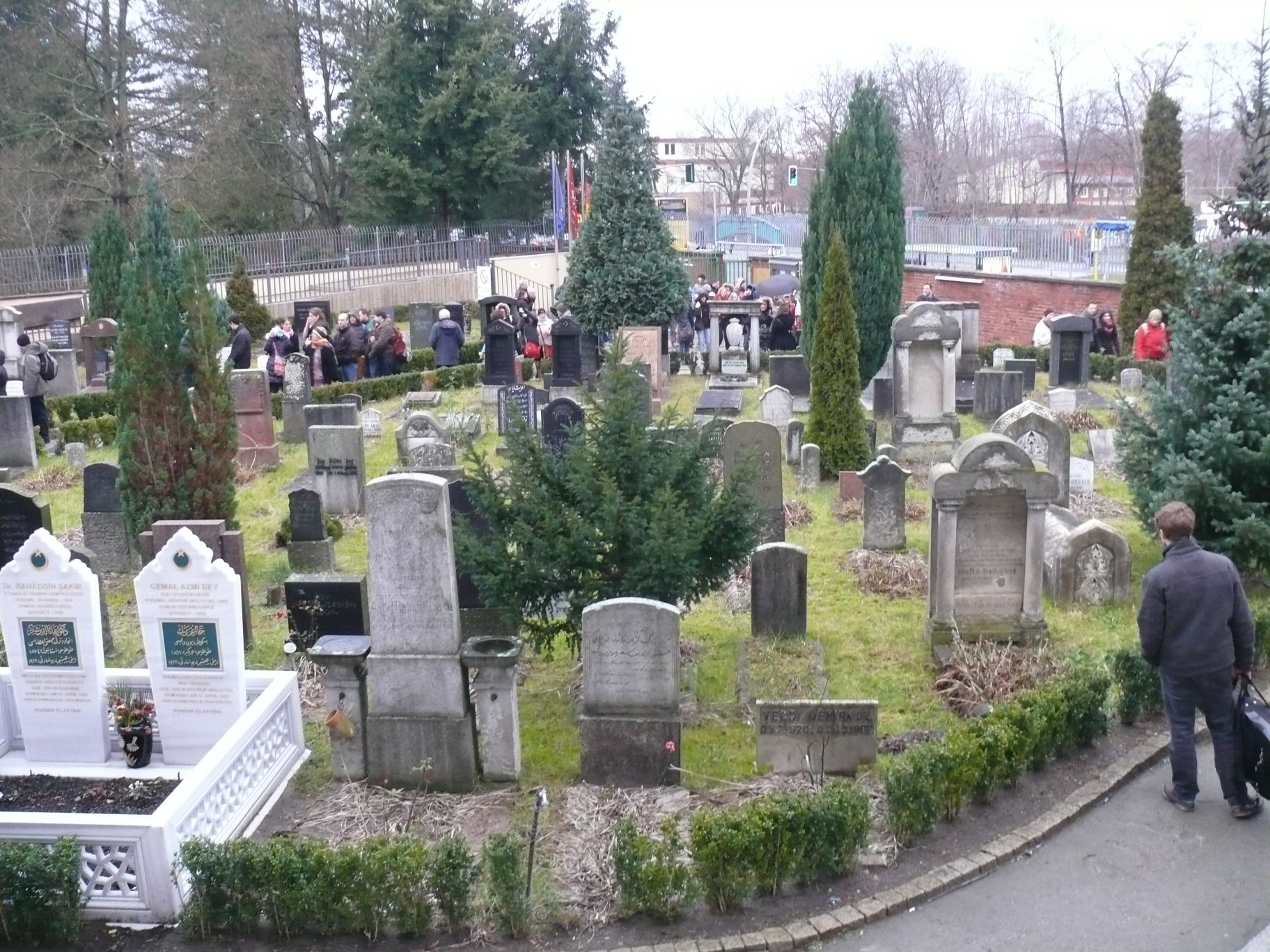
Tombes honorant les auteurs du génocide arménien Behaeddine Chakir et Cemal Azmi dans le cimetière de la mosquée Şehitlik de Berlin (au premier plan à gauche). Tous deux sont assassinés par des agents de Nemesis en 1922,.

Au départ, les amis de Talaat Pacha espèrent qu'il pourra être enterré en Anatolie, mais ni le gouvernement ottoman de Constantinople ni le mouvement nationaliste turc d'Ankara ne veulent du corps ; ce serait un handicap politique de s'associer à l'homme considéré comme le pire criminel de la Première Guerre mondiale. Des invitations de Hayriye et du club oriental sont envoyées pour les funérailles de Talaat Pacha, et le 19 mars, il est enterré dans l'ancien cimetière Saint-Matthieu lors d'une cérémonie très suivie,. À 11 h 0, des prières dirigées par l'imam de l'ambassade turque, Shükri Bey, ont lieu dans l'appartement de Talaat Pacha. Ensuite, un grand cortège accompagne le cercueil jusqu'à Saint-Matthieu, où il est enterré.
De nombreuses personnalités allemandes rendent hommage, notamment les anciens ministres des affaires étrangères Richard von Kühlmann et Arthur Zimmermann, ainsi que l'ancien directeur de la Deutsche Bank, l'ancien directeur du chemin de fer Berlin-Bagdad, plusieurs militaires ayant servi dans l'Empire ottoman pendant la guerre et August von Platen, qui représente le Kaiser Guillaume II en exil. Le ministère allemand des Affaires étrangères envoie une couronne avec un ruban indiquant « À un grand homme d'État et à un ami fidèle,. ». Şakir, à peine capable de garder son calme, lit une oraison funèbre pendant que le cercueil est descendu dans la tombe, recouvert d'un drapeau de l'Empire ottoman. Il affirme que l'assassinat est « la conséquence de la politique impérialiste contre les nations islamiques. ».
Fin avril, le politicien national-libéral Gustav Stresemann, du Parti populaire allemand, propose une commémoration publique en l'honneur de Talaat Pacha,. L'association germano-turque (de) refuse. Stresemann est bien conscient du génocide et pense qu'au moins un million d'Arméniens ont été tués. Les biens de Talaat Pacha se retrouvent en possession de Weismann, le chef de l'Office de sécurité publique de Berlin ; ses mémoires sont données à Şakir qui les fait publier.

## Procès

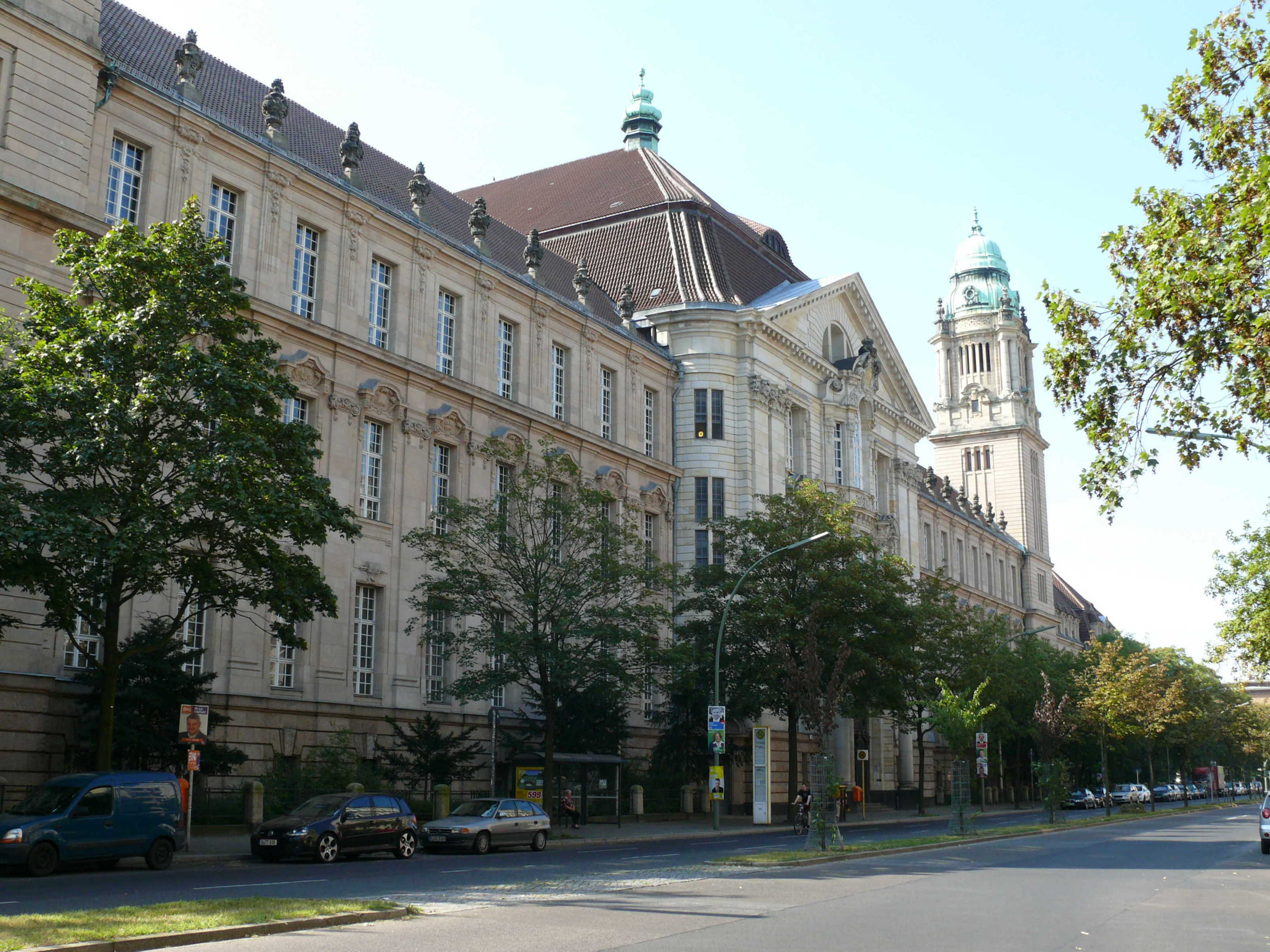
La cour criminelle Moabit à Berlin, où se tient le procès.

Au début de l'enquête de police, Soghomon Tehlirian se voit proposer un interprète parlant turc, mais il refuse de parler cette langue. Le 16 mars, la police requiert un interprète arménien, Kevork Kaloustian, qui fait partie de l'opération Nemesis. Soghomon Tehlirian admet avoir tué Talaat Pacha par vengeance et avoir planifié l'acte avant de venir en Allemagne, mais il déclare à la police qu'il a agi seul,. Lors de son procès, Soghomon Tehlirian nie que l'assassinat ait été prémédité ; l'interprète refuse de signer le document d'interrogatoire au motif que les blessures de Soghomon Tehlirian le rendent invalide. L'enquête préliminaire est conclue le 21 mars.
La FRA collecte entre 100 000 et 300 000 marks pour sa défense juridique, principalement auprès d'Arméno-Américains,,. Zakariants traduit les propos de Tehlirian en allemand pendant le procès et participe au paiement des factures, à l'organisation de la défense et à la transmission des instructions du Comité central du FRA d'Amérique à Soghomon Tehlirian,. Kaloustian sert d'interpréte de l'allemand à l'arménien. Trois avocats allemands - Adolf von Gordon, Johannes Werthauer (de) et Theodor Niemeyer (de), payés 75 000 marks chacun - représentent Soghomon Tehlirian, ; leur notoriété permet d'accroître encore la publicité du procès. Le procureur général est Gollnick et le juge Erich Lemberg ; douze jurés assistent au procès,.
Le procès se tient à la cour criminelle Moabit (de) les 2 et 3 juin,. La salle d'audience est complètement remplie. De nombreux Arméniens d'Allemagne assistent au procès, ainsi que certains Turcs, dont la femme de Talaat Pacha,. Des journalistes de quotidiens allemands et internationaux sont présents ; The Daily Telegraph, le Chicago Daily News et le Philadelphia Public Ledger, entre autres, demandent des laissez-passer de presse. Selon l'historien Stefan Ihrig, il s'agit de « l'un des procès les plus spectaculaires du XXe siècle. »

### Stratégies de défense et d'accusation

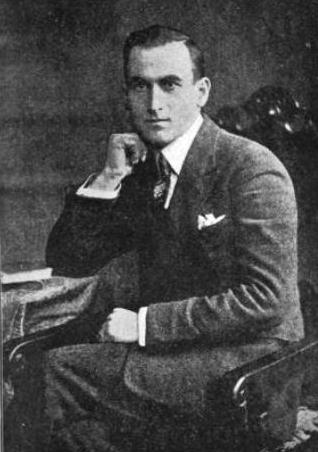
Soghomon Tehlirian en 1921.

La stratégie de la défense consiste à faire juger Talaat Pacha pour le meurtre des membres de la famille de Soghomon Tehlirian et du million d'autres Arméniens dont il a ordonné la mort. Shahan Natalie y voit une occasion de faire la propagande de la cause arménienne. Il pense que Soghomon Tehlirian sera probablement condamné selon la loi allemande mais espère obtenir une grâce. Werthauer est plus optimiste, annonçant quelques jours après l'assassinat sa certitude d'obtenir l'acquittement de son client. Le missionnaire et activiste protestant Johannes Lepsius, qui s'est exprimé contre le meurtre des Arméniens depuis 1896 et les massacres hamidiens, travaille à la présentation du dossier contre Talaat Pacha. Leur stratégie porte ses fruits, comme le note le journal social-démocrate Vorwärts : « En réalité, c'était l'ombre tachée de sang de Talât Pacha qui était assise sur le banc des accusés ; et la véritable accusation était les horreurs arméniennes, et non son exécution par l'une des rares victimes encore en vie. »
Pour maximiser la probabilité d'un acquittement, la défense a présenté Tehlirian comme un justicier solitaire, plutôt que comme le vengeur de toute sa nation. La police allemande recherche les associés de Soghomon Tehlirian, mais ne les découvre pas. La défense tente de forger un lien entre Soghomon Tehlirian et Talaat Pacha par l'intermédiaire de la mère de Tehlirian en prouvant que Talaat avait causé sa mort. Outre l'énormité des crimes de Talaat Pacha, l'argument de la défense repose sur l'état mental traumatisé de Tehlirian, qui pourrait le rendre non responsable de ses actes selon la loi allemande sur la folie temporaire, section 51 du code pénal,.
En revanche, l'objectif principal de l'accusation allemande est de dépolitiser la procédure et d'éviter une discussion sur le rôle de l'Allemagne dans le génocide (en). Le procès se déroule en un jour et demi seulement au lieu des trois jours demandés par la défense, et six des quinze témoins cités par la défense ne sont pas entendus,. L'accusation demande que l'affaire soit entendue à huis clos pour minimiser l'exposition, mais le ministère allemand des Affaires étrangères rejette cette solution, craignant que le secret n'améliore pas la réputation de l'Allemagne. L'historienne Carolyn Dean (en) écrit que la tentative d'achever le procès rapidement et de dépeindre positivement les actions de l'Allemagne pendant la guerre « a transformé par inadvertance Tehlirian en un symbole de la conscience humaine tragiquement contrainte d'abattre un meurtrier par manque de justice ».
Ihrig et d'autres historiens soutiennent que la stratégie du procureur est profondément défectueuse, ce qui indique soit son incompétence, soit un manque de motivation pour obtenir une condamnation,. Gollnick insiste sur le fait que les événements dans l'Empire ottoman n'ont rien à voir avec l'assassinat et essaie d'éviter la présentation de preuves sur le génocide. Une fois les preuves présentées, il nie que Talaat Pacha ait joué un rôle dans les atrocités arméniennes et est finalement obligé de justifier les ordres donnés par Talaat Pacha. Avant le procès, Hans Human, qui contrôlait le journal anti-arménien Deutsche Allgemeine Zeitung, exerce un lobbying intense auprès du bureau du procureur. Bien qu'il ait eu accès aux mémoires de Talaat Pacha, le procureur ne les intègre pas aux preuves lors du procès. Ihrig suppose que Gollnick a été dégoûté par le lobbying de Humann et a peut-être même sympathisé avec l'accusé. Après le procès, Gollnick est nommé au comité de rédaction du Deutsche Allgemeine Zeitung.

### Témoignage de Soghomon Tehlirian

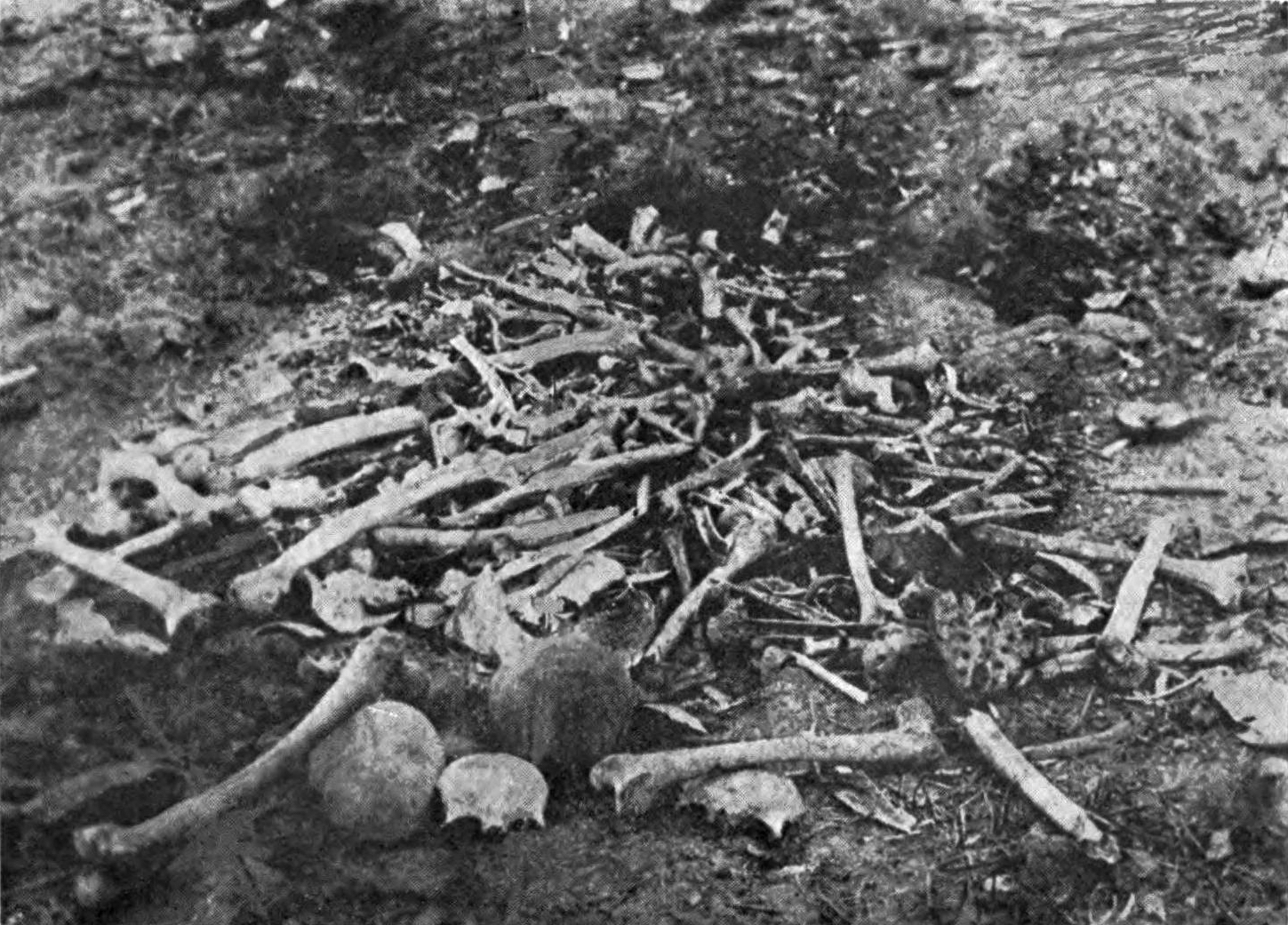
Restes humains résultat du génocide arménien à Erzincan.

Au début du procès, le juge pose de nombreuses questions sur le génocide à Soghomon Tehlirian, ce qui révèle sa connaissance du génocide et des récits turcs et allemands à ce sujet. Il demande à Tehlirian de raconter ce dont il a été témoin pendant les événements,. Soghomon Tehliria déclare qu'après le début de la guerre, la plupart des hommes arméniens d'Erzincan ont été enrôlés dans l'armée. Au début de l'année 1915, certains dirigeants de la communauté arménienne sont arrêtés et des rapports sur leur massacre atteignent la ville. En juin 1915, un ordre général de déportation est donné et des gendarmes armés forcent les Arméniens de la ville à abandonner leurs maisons et à laisser leurs biens derrière eux. Dès qu'ils ont quitté la ville, les gendarmes commencent à tirer sur les victimes et à piller leurs objets de valeur. Tehlirian déclare que « l'un des gendarmes a enlevé ma sœur », mais il ne poursuit pas, déclarant : « Je préfère mourir maintenant que de parler à nouveau de ce jour sombre. » Après avoir été poussé par le juge, il rappelle qu'il a été témoin du meurtre de sa mère et de son frère et qu'il a ensuite perdu connaissance, se réveillant sous le cadavre de son frère. Il n'a jamais revu sa sœur. Après cela, Tehlirian dit avoir trouvé refuge chez plusieurs Kurdes avant de s'échapper en Perse avec d'autres survivants.
Soghomon Tehlirian est interrogé sur les personnes qu'il considère comme responsables de l'instigation des massacres et sur les précédents historiques tels que les massacres d'Adana. Ce n'est qu'après que le juge ait lu les charges de meurtre avec préméditation. À la question de savoir s'il est coupable, Tehlirian répond « non », bien qu'il ait initialement reconnu avoir commis l'assassinat. Il explique : « Je ne me considère pas comme coupable car j'avais la conscience tranquille . J'ai tué un homme, mais je ne suis pas un meurtrier, ». Il nie avoir eu un plan pour tuer Talaat Pacha, mais déclare que deux semaines avant le meurtre, il a eu une vision : « les images du massacre sont passées devant mes yeux encore et encore. J'ai vu le cadavre de ma mère. Ce cadavre s'est levé, s'est approché de moi et m'a dit : "Tu as vu que Talat est ici et tu es totalement indifférent ? Tu n'es plus mon fils !," » 
À ce moment-là, il déclare qu'il s'était « soudainement réveillé et avait décidé de tuer » Talaat Pacha.
Après un nouvel interrogatoire, il nie avoir su que Talaat était à Berlin et répète qu'il n'avait pas l'intention de tuer le fonctionnaire ottoman, paraissant confus. Le juge intervient en faveur de Tehlirian après un nouvel interrogatoire du procureur, déclarant qu'« il y avait eu des changements dans sa résolution de Tehlirian ».
Le témoignage est faux : Soghomon Tehlirian combattait en fait avec les volontaires arméniens de l'armée russe au moment où sa famille est tuée,,. L'historien Rolf Hosfeld (en) affirme que Tehlirian « était extrêmement bien soigné » et que son témoignage était très crédible. L'historienne Tessa Hofmann affirme que, bien que faux, le témoignage de Tehlirian comporte « des éléments extrêmement typiques et essentiels du destin collectif de ses compatriotes ». L'accusation ne conteste pas la véracité du témoignage, et la vérité n'est découverte que des décennies plus tard,,. Au cours du procès, il n'a jamais été demandé à Tehlirian s'il appartenait à un groupe révolutionnaire arménien ou s'il avait commis l'assassinat dans le cadre d'une conspiration. Selon Hosfeld, si la cour avait su que l'assassinat faisait partie d'une conspiration préméditée, Tehlirian n'aurait pas été acquitté.

### Autres témoignages sur le génocide
La cour entend ensuite les officiers de police et le coroner en tant que témoins de l'assassinat et de ses suites, ainsi que les deux logeurs de Soghomon Tehlirian, avant de faire appel à des Arméniens qui avaient eu des contacts avec Tehlirian à Berlin. Ces témoins donnent des informations sur le génocide arménien. Levon Eftian déclare à la cour que sa famille se trouvait à Erzurum pendant le génocide et que ses deux parents ont été tués, mais que d'autres membres de sa famille sont parvenus à fuir. L'interprète de Tehlirian, Zakariants, témoigne également plus tard dans la journée, déclarant qu'il a perdu son père, sa mère, son grand-père, son frère et son oncle lors des massacres de Hamidian dans les années 1890. Terzibashian, un buraliste arménien de Berlin, témoigne que tous ses amis et parents qui se trouvaient à Erzurum pendant le génocide ont été tués.

#### Christine Terzibashian

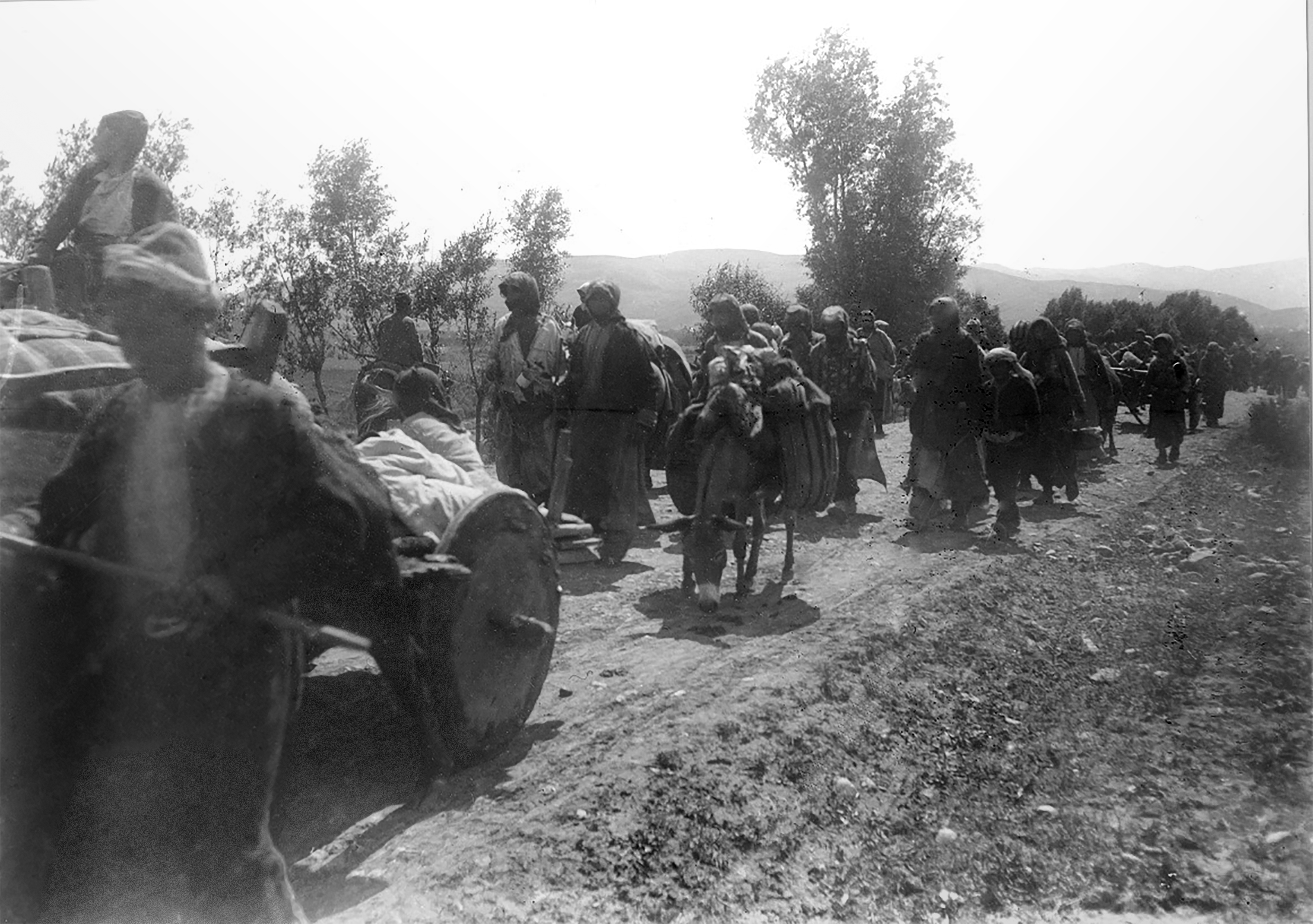
Déportés arméniens à Erzurum, photographiés par Viktor Pietschmann.

Christine Terzibashian, la femme du buraliste, déclare qu'elle ne sait rien de l'assassinat. La défense lui demande de témoigner sur le génocide arménien, ce que le juge autorise. Elle est également originaire d'Erzurum et déclare que sur ses vingt et un parents, seuls trois ont survécu. Elle déclare que les Arméniens ont été forcés de quitter Erzurum en direction d'Erzindjan en quatre groupes de cinq cents familles. Ils devaient marcher sur les cadavres d'autres Arméniens qui avaient été tués auparavant. Elle témoigne qu'après avoir atteint Erzindjan, les hommes ont été séparés du reste des déportés, attachés ensemble et jetés dans la rivière,. Elle explique que les hommes restants ont été tués à la hache dans les montagnes au-dessus de Malatya puis jetés dans l'eau,.
Ensuite, se souvient Terzibashian, « les gendarmes venaient et choisissaient les plus belles femmes et filles » et celles qui refusaient étaient « empalées à la baïonnette et leurs jambes étaient arrachées ». Elle rappelle que les tueurs éventraient les femmes enceintes pour tuer leurs enfants.
Cela provoque une grande agitation dans la salle d'audience. Elle déclare que son frère a été tué et que sa mère est morte immédiatement. Lorsqu'elle a refusé d'épouser l'un des Turcs, « il a pris mon enfant et l'a jeté ». Après avoir raconté des détails plus horribles, elle affirme que la vérité était encore pire que ce qu'elle pouvait raconter,. Lorsqu'on lui demande qui elle tient pour responsable de ces massacres, elle déclare : « Cela s'est passé sur les ordres d'Enver Pacha et les soldats ont forcé les déportés à s'agenouiller et à crier : "Vive le Pacha !". » La défense déclare que d'autres témoins, y compris deux infirmières allemandes à Erzindjan, corroborent son récit. Ainsi, selon Gordon, le récit de Tehlirian est également « vrai jusqu'au bout »

#### Témoignages d'experts
Deux témoins experts sont entendus sur la véracité du témoignage précédent, que le procureur accepte également d'entendre,. Lepsius témoigne que la déportation avait été ordonnée par le Comité des Jeunes Turcs, dont faisait partie Talaat Pacha. Lepsius cite un document original de Talaat Pacha concernant les déportations d'Arméniens : « La destination des déportations est le néant. » et donne des détails sur la façon dont cela a été réalisé en pratique,.
Lepsius note que, malgré l'excuse officielle de « mesures préventives », « des personnalités autorisées ont ouvertement admis en privé qu'il s'agissait de l'anéantissement du peuple arménien ». Mentionnant la collection de documents du ministère allemand des Affaires étrangères qu'il a éditée dans Archives du génocide des Arméniens, Lepsius déclare qu'il existe des centaines d'autres témoignages similaires à ceux entendus par la cour ; il estime qu'un million d'Arméniens ont été tués au total.
Le général allemand Otto Liman von Sanders reconnait que le gouvernement de la CUP avait ordonné les déportations d'Arméniens, mais il présente également des excuses et des justifications pour la déportation, affirmant qu'elle avait eu lieu en raison de la nécessité militaire et de l'avis des « plus hautes autorités militaires » ; il ne reconnait pas que ces officiers militaires de haut rang étaient pour la plupart des Allemands.
Contrairement aux autres témoins, Liman von Sanders déclare qu'il ne sait pas si Talaat Pacha était personnellement responsable du génocide,.

#### Grigoris Balakian

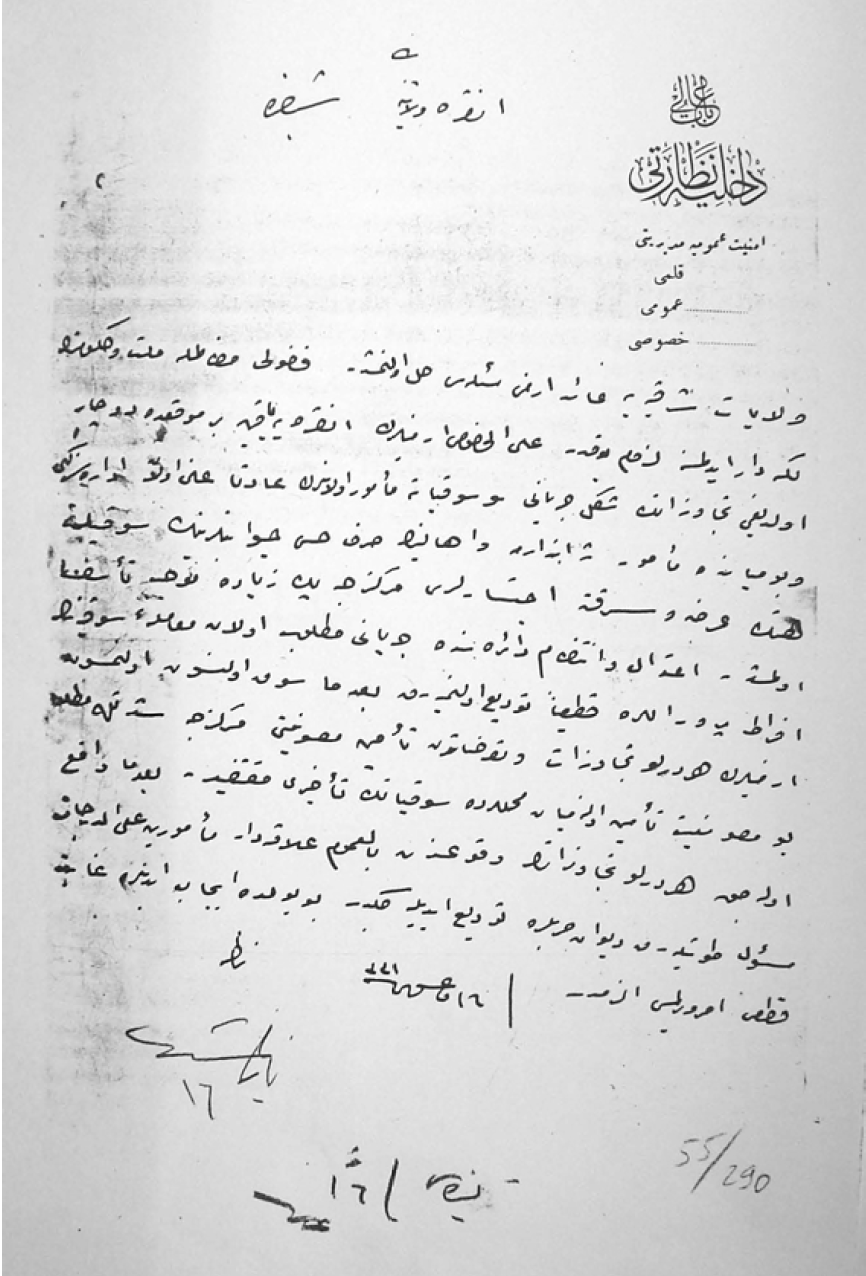
Câble envoyé par Talaat Pacha le 29 août 1915 : La question arménienne dans les provinces de l'Est a été résolue. Il n'est pas nécessaire de souiller la nation et le gouvernement par de nouvelles atrocités.

Le prochain à témoigner est le prêtre arménien Grigoris Balakian, l'un des déportés du 24 avril, qui venait de Manchester, en Angleterre. Il décrit comment la plupart des membres de son convoi ont été battus à mort à Ankara. « Le nom officiel était "déportation", mais en réalité il s'agissait d'une politique systématique d'anéantissement », déclare-t-il, expliquant : 

« En approchant de Yozgat, à environ quatre heures de la ville, nous avons vu, dans une vallée, des centaines de têtes aux cheveux longs, des têtes de femmes et de jeunes filles. Le chef des gendarmes de notre escorte s'appelait Shukri. Je lui ai dit : "Je croyais que seuls les hommes avaient été tués." Non, m'a-t-il répondu, "si on ne tuait que les hommes, mais pas les femmes et les filles, dans cinquante ans, il y aurait à nouveau plusieurs millions d'Arméniens. Nous devons donc éliminer les femmes et les enfants afin de régler le problème une fois pour toutes, chez nous et à l'étranger. »

Shukri expliqué que, contrairement aux massacres de Hamidian, les Ottomans avaient cette fois pris des mesures pour qu'« aucun témoin ne parvienne jamais à un tribunal ». Il déclare qu'il a pu parler librement à Balakian parce qu'il mourrait de faim dans le désert. Shukri affirme qu'il avait ordonné que « 40000 » soient matraqués à mort. Après un moment, Gordon interrompt, demandant à Balakian des télégrammes de Talaat. Balakian dit qu'il a vu un tel télégramme envoyé à Asaf Bey, vice-gouverneur d'Osmaniye en Cilicie, qui indiquait : « Veuillez nous télégraphier rapidement combien d'Arméniens sont déjà morts et combien sont encore en vie. Ministre de l'Intérieur, Talât ». Asaf dit à Balakian que cela signifie : « Qu'attendez-vous ? Commencez les massacres [immédiatement] ! » Balakian déclare que des Allemands travaillant pour le chemin de fer de Bagdad lui ont sauvé la vie. Il déclare que les Arméniens, à juste titre, tenaient Talaat pour responsable des massacres.

#### Preuves et témoignages non entendus
La défense voulait lire parmi les preuves plusieurs des télégrammes de Talaat Pacha recueillis par le journaliste arménien Aram Andonian pour prouver la culpabilité de Talaat dans le génocide,. Andonian est venu à Berlin prêt à témoigner et a apporté plusieurs des télégrammes originaux, qui ont été perdus depuis. La défense demande à l'ancien consul allemand à Alep, Walter Rößler (de), de témoigner, mais ses supérieurs au ministère des Affaires étrangères l'en empêchent après qu'il leur ait dit qu'il témoignerait qu'il croyait que Talaat avait « voulu et systématiquement réalisé l'anéantissement des Arméniens »,. Le ministère des Affaires étrangères craignait que Rößler ne révèle la connaissance et la complicité allemandes dans le génocide. À la demande des avocats de la défense, Rößler examine les télégrammes d'Andonian et conclut qu'ils étaient très probablement authentiques. Andonian ne témoigne pas et ses télégrammes ne sont pas présentés comme preuves, car le procureur s'y oppose au motif qu'il ne fait aucun doute que Tehlirian tient Talaat pour responsable. Finalement, la défense retire sa demande de présenter davantage de preuves de la culpabilité de Talaat. À ce moment-là, les jurés sont déjà concentrés sur la culpabilité de Talaat Pacha plutôt que sur celle de Soghomon Tehlirian,.
Les télégrammes de Talaat font l'objet d'une couverture médiatique, y compris celle du New York Times. D'autres témoins qui avaient été appelés mais n'ont pas été entendus comprennent Bronsart von Schellendorff, les soldats Ernst Paraquin (de) et Franz Carl Endres, le médecin Armin Wegner et Max Erwin von Scheubner-Richter, qui a été témoin du génocide en tant que vice-consul à Erzurum. 

#### État mental
Cinq témoins experts témoignent sur l'état mental de Soghomon Tehlirian et sur la question de savoir si cela l'exonére de la responsabilité pénale de ses actes conformément à la loi allemande ; tous conviennent qu'il souffre de crises régulières d'épilepsie dues à ce qu'il a vécu en 1915. D'après Ihrig, aucun des médecins n'a une idée précise de l'état de Tehlirian, mais leur compréhension ressemble à celle de la maladie du syndrome de stress post-traumatique. Le Dr Robert Stoermer témoigne en premier, déclarant que, selon lui, le crime de Tehlirian est un meurtre délibéré et prémédité et ne découle pas de son état mental,. Selon Hugo Liepmann (en), Tehlirian est devenu un « psychopathe » à cause de ce dont il a été témoin en 1915 et n'est donc pas entièrement responsable de ses actes. Le neurologue et professeur Richard Cassirer témoigne que « la turbulence émotionnelle était la cause profonde de son état », et que « l'épilepsie d'affectation » a complètement changé sa personnalité,. Edmund Forster déclare que les expériences traumatiques de la guerre ne provoquaient pas de nouvelles pathologies, mais qu'elles ne faisaient que révéler celles qui existaient déjà, mais il reconnait que Tehlirian n'était pas responsable de son acte. Le dernier expert, Bruno Haake, diagnostique également une « épilepsie d'affectation » et exclu complètement la possibilité que Tehlirian ait pu concevoir l'action de son propre gré.

#### Plaidoirie finale
Tous les témoins sont entendus le premier jour. À 9 h 15 le deuxième jour, le juge s'adresse aux jurés en leur indiquant qu'ils doivent répondre aux questions suivantes : « Premièrement, l'accusé, Soghomon Tehlirian, est-il coupable d'avoir tué, avec préméditation, un autre être humain, Talât Pacha, le 15 mars 1921, à Charlottenburg ? .... Deuxièmement, le prévenu a-t-il commis ce meurtre avec réflexion ? ... Troisièmement, existe-t-il des circonstances atténuantes ? »
Gollnick ne donne qu'une brève plaidoirie finale ; son discours prend six pages dans la transcription du procès contre trente-cinq pour la défense. Il soutient que Tehlirian est coupable de meurtre avec préméditation (par opposition à l'homicide involontaire, qui entraîne une peine moins lourde) et demande la peine de mort. La haine politique et la vindicte, selon Gollnick, expliquent pleinement le crime. Tehlirian a planifié le meurtre longtemps à l'avance, voyageant de l'Empire ottoman à Berlin, louant une chambre en face de sa future victime, observant attentivement Talaat, et finalement le tuant. Il met l'accent sur le témoignage de Liman von Sanders, affirmant qu'il était plus fiable que Lepsius, et déformant ce que le général allemand avait réellement dit. Faisant appel au mythe du coup de poignard dans le dos à propos de la défaite allemande pendant la guerre, Gollnick affirme que la « dislocation » des Arméniens a eu lieu parce qu'ils « conspiraient avec l'Entente et étaient déterminés, dès que la situation de guerre le permettait, à poignarder les Turcs dans le dos et à obtenir leur indépendance ». Soutenant qu'il n'y a aucune preuve de la responsabilité de Talaat dans les massacres, il met en doute la fiabilité des documents présentés au procès et l'objectivité du tribunal qui a condamné Talaat à mort.  À la fin de son discours, il souligne le patriotisme et l'honneur de Talaat Pacha.
Parmi les avocats de la défense, Gordon prend la parole le premier, accusant Gollnick d'être « un avocat de la défense de Talaat Pacha ». Il plaide en faveur des preuves liant Talaat à la commission du génocide, notamment les télégrammes. Une extermination à si grande échelle d'un million d'Arméniens, soutient-il, n'aurait pas pu avoir lieu sans la coordination du gouvernement central,. En outre, la défense note que la « délibération » (Überlegung) dans la jurisprudence allemande fait référence au moment où la décision de tuer est prise, à l'exclusion de toute autre préparation. Un acte planifié ne peut être un meurtre si, au moment de son exécution, il n'y a pas eu de délibération.
Werthauer déclare que Talaat a servi dans un « cabinet militariste », ;  définissant le terme « militariste » comme celui qui s'oppose à la justice et ignore la loi lorsqu'elle ne peut pas être « mise en harmonie » avec les « nécessités militaires ». Werthauer déclare que l'occupation alliée de la Rhénanie et les bolcheviks étaient également des gouvernements « militaristes »,. Il établit un contraste dramatique entre ces « militaristes » et Tehlirian, un personnage noble qu'il compare à Guillaume Tell : « De tous les jurys du monde, lequel aurait condamné Tell s'il avait tiré sa flèche sur [le tyran Hermann] Gessler ? Existe-t-il un acte plus humanitaire que celui qui a été décrit dans cette salle d'audience ? » En plus de soutenir que l'acte de Tehlirian a été commis de manière compulsive, la défense affirme qu'il était également juste.
L'accusation et la défense soulignennt toutes deux la différence entre les comportements allemand et turc pendant le génocide. Werthauer soutient que Talaat a vécu à Berlin à l'insu du gouvernement allemand. Niemeyer déclare que l'exonération « mettrait fin à l'idée fausse que le monde se fait de nous », à savoir que l'Allemagne était responsable du génocide.

#### Verdict

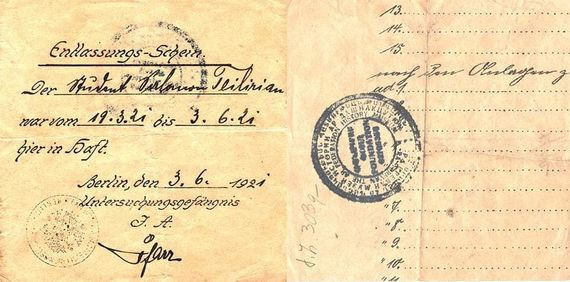
La sortie de prison de Soghomon Tehlirian.

Après les plaidoiries, le juge demande à Soghomon Tehlirian s'il a quelque chose à ajouter ; il refuse. Le jury délibère pendant une heure avant de répondre à la question de savoir si Tehlirian est coupable d'avoir délibérément tué Talaat par un seul mot : « Non »,. Ce verdict unanime ne  laisse aucune possibilité d'appel à l'accusation. Le public éclate en applaudissements,. Le trésor public supporte le coût de la procédure - 306 484 marks,. Gollnick déclare que l'acquittement est fondé sur une folie passagère. Ihrig déclare que« le jury n'a pas nécessairement déclaré Tehlirian innocent en raison d'une 'folie passagère' » ; il note que la défense s'est concentrée sur les aspects politiques plutôt que médicaux de l'acte de Soghomon Tehlirian.
Après son acquittement, Soghomon Tehlirian est expulsé d'Allemagne. Il se rend à Manchester avec Balakian, puis aux États-Unis sous le faux nom de Saro Melikian, où le comité de rédaction d'Hairenik l'honore. Il continue à être malade et a besoin d'un traitement médical pour son trouble du stress. Il s'installe à Belgrade, en Serbie, où il vit jusqu'en 195. Les transcriptions du procès, qui ont été achetées par de nombreux Arméniens dans le monde, ont été vendues pour récupérer le coût de la défense de Tehlirian et collecter des fonds pour l'opération Nemesis.

## Couverture de presse

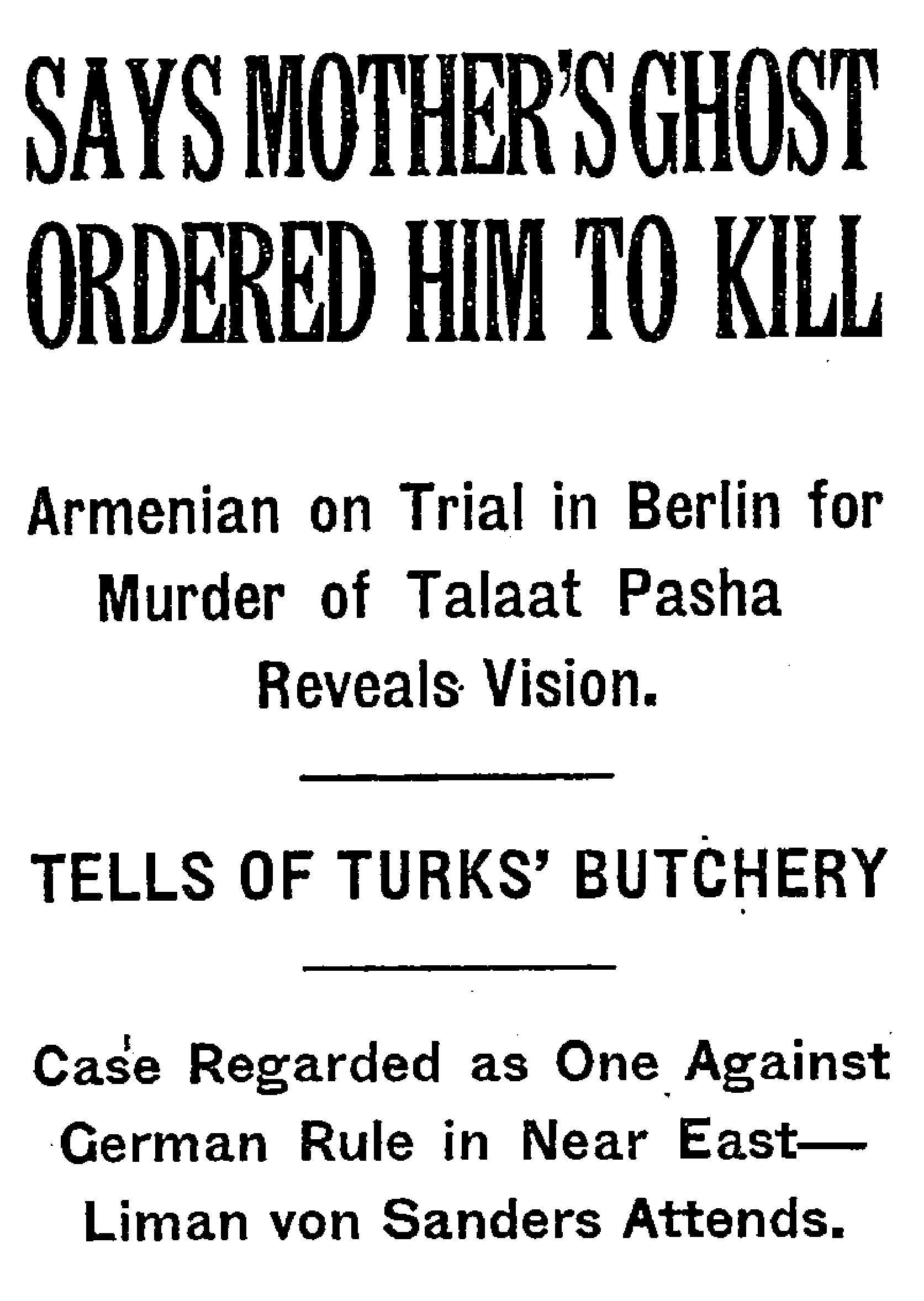
Couverture du procès dans le New York Times.

L'assassinat et le procès sont largement couverts par la presse internationale, et attirent l'attention sur les faits du génocide,. Les contemporains comprennent que le procès concerne davantage le génocide arménien que la culpabilité personnelle de Soghomon Tehlirian. La couverture médiatique reflète la tension entre la sympathie du public pour les victimes arméniennes du génocide et la valeur de la loi et de l'ordre. Le New York Times note que le jury est confronté à un dilemme : en acquittant, il condamne les atrocités commises par les Arméniens, mais sanctionne également les meurtres extralégaux : « On ne peut échapper à ce dilemme : tous les assassins doivent être punis ; cet assassin ne doit pas être puni. Et voilà ! » Dans l'ensemble, les réactions à l'acquittement sont favorables.

### Allemagne

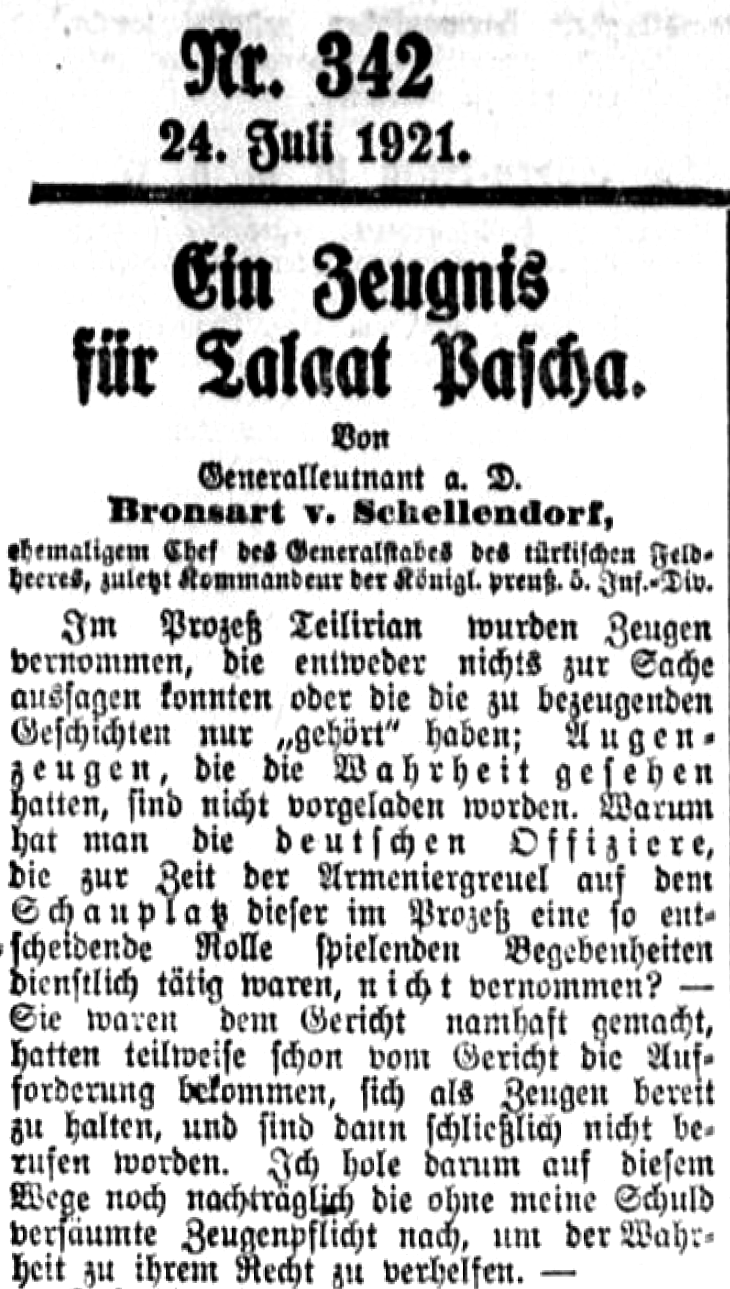
Un hommage pour Talaat Pacha par Bronsart von Schellendorff dans le Deutsche Allgemeine Zeitung, affirmant que les Arméniens étaient les agresseurs en 1915.

L'assassinat fait les gros titres de nombreux journaux allemands le jour où il se produit, la plupart des reportages étant favorables à Talaat. Le lendemain, la plupart des journaux allemands parlent de l'assassinat et beaucoup publient des nécrologies. Un exemple typique de couverture est celui du Vossische Zeitung, qui reconnaît le rôle de Talaat dans la tentative d'« extermination de tous les membres accessibles de la tribu [arménienne] », mais avance plusieurs justifications pour le génocide. D'autres journaux suggérent que Talaat est la mauvaise cible pour la vengeance arménienne. Le Deutsche Allgemeine Zeitung lance une campagne anti-arménienne en affirmant que les coups bas et les meurtres tels que ceux perpétrés par Tehlirian sont « la vraie méthode arménienne »,. L'un des seuls journaux qui, au départ, a sympathisé avec l'assassin est le journal communiste Die Freiheit (en).
La couverture du procès est très large pendant un mois et l'exploit de Soghomon Tehlirian continue à être évoqué dans le débat politique jusqu'à la prise de pouvoir des nazis en 1933. Après le procès, les journaux allemands, toutes tendances politiques confondues, acceptent la réalité du génocide. La plupart des journaux citent abondamment les témoignages de Lepsius et de Soghomon Tehlirian. Les réactions allemandes à l'acquittement sont mitigées, étant généralement favorables parmi ceux qui sont favorables aux Arméniens ou aux droits de l'homme universels,. Le journaliste Emil Ludwig, écrivant dans le magazine pacifiste Die Weltbühne, note : « Ce n'est que lorsqu'une société de nations se sera organisée comme protectrice de l'ordre international qu'aucun tueur arménien ne restera impuni, car aucun pacha turc n'a le droit d'envoyer une nation dans le désert,. » Quelques mois après le procès, Wegner publie la transcription intégrale. Dans la préface, il fait l'éloge de « l'empressement héroïque de Soghomon Tehlirian à se sacrifier pour son peuple », qu'il compare au manque de courage nécessaire pour ordonner un génocide depuis son bureau,.
Du côté nationaliste de l'opinion, qui tend à être anti-arménienne, de nombreux journaux passent de la négation du génocide à sa justification, à l'instar de la Deutsche Allgemeine Zeitung de Humann, qui publie de nombreux articles anti-arméniens et qualifie le jugement de « scandale judiciaire ». Les arguments justifiant l'extermination massive, largement acceptés par les journaux nationalistes, reposent sur les supposées caractéristiques raciales des Arméniens, et sont facilement liés aux théories de l'antisémitisme racial (en). En 1926, l'idéologue nazi Alfred Rosenberg affirme que seule la « presse juive » se félicite de l'acquittement de Soghomon Tehlirian. Il affirme également que « les Arméniens ont mené l'espionnage contre les Turcs, comme les Juifs contre l'Allemagne », justifiant ainsi les actions de Talaat à leur encontre.

### Empire ottoman
Après l'assassinat de Talaat Pacha, les journaux d'Ankara font son éloge en tant que grand révolutionnaire et réformateur. Les nationalistes turcs déclarent au consul allemand qu'il reste « leur espoir et leur idole ». Yeni Gün (tr) déclare que « notre grand patriote est mort pour son pays. ... Talat restera le plus grand homme que la Turquie ait produit ». À Constantinople, la réaction à sa mort est mitigée. Certains rendent hommage à Talaat Pacha, mais le quotidien libéral Alemdar (tr) commente que Talaat Pacha a été remboursé avec sa propre monnaie et que « sa mort est l'expiation de ses actes ». Le journal Hakimiyet-i Milliye (en) affirme que Soghomon Tehlirian a avoué que les Britanniques l'avaient envoyé. De nombreux articles soulignent le parcours de Talaat Pacha depuis ses origines modestes jusqu'aux sommets du pouvoir et défendent sa politique anti-arménienne. Le journal d'Istanbul Yeni Şark publie en série les mémoires de Talaat Pacha, en 1921. Dans son journal, publié à Constantinople, le socialiste arménien Dikran Zaven (it) exprime l'espoir que « les Turcs conscients des véritables intérêts de leur pays ne compteront pas cet ancien ministre parmi leurs bons hommes d'État ». En 1922, le gouvernement kémaliste annule la condamnation de Talaat Pacha et, deux ans plus tard, adopte une loi accordant aux familles de Talaat Pacha et de Behaeddine Chakir - les deux principaux responsables du génocide arménien - une pension. La famille de Talaat Pacha reçoit également d'autres compensations provenant des propriétés arméniennes confisquées (en).

## Héritage

### Turquie et Arménie
L'historien Hans-Lukas Kieser (en) affirme que « l'assassinat a perpétué la relation malade d'une victime en quête de vengeance avec un auteur retranché dans un déni défiant ». Talaat Pacha et Soghomon Tehlirian sont tous deux considérés par leur camp respectif comme des héros. Alp Yenen parle de cette relation en tant que « complexe Talat-Tehlirian ».
Bien que considéré comme un terroriste en Turquie, Soghomon Tehlirian est instantanément devenu un héros de la cause arménienne. Dans les années 1950, des agents turcs retrouvent Soghomon Tehlirian à Casablanca et menacent sa vie, si bien qu'il doit s'installer aux États-Unis,. Cette initiative rend Soghomon Tehlirian plus visible pour la diaspora arménienne, même si, selon son fils, il est réticent à parler de son rôle dans l'assassinat. Après sa mort, une tombe monumentale lui est érigée au cimetière d'Ararat (en) à Fresno, en Californie. Bien qu'il existe un certain parrainage de l'État de la République d'Arménie, la mémoire de Soghomon Tehlirian est principalement promulguée de manière décentralisée par la diaspora arménienne. En revanche, la commémoration turque de Talaat Pacha est davantage parrainée par l'État. En 1943, à la demande du gouvernement turc, Talaat Pacha est exhumé et il reçoit des funérailles d'État au monument de la liberté (en), à Istanbul, initialement dédié à ceux qui ont perdu la vie en empêchant le contrecoup ottoman de 1909. La chemise que portait Talaat Pacha lorsqu'il a été assassiné est exposée au musée militaire d'Istanbul. Plusieurs mosquées, écoles, lotissements et rues en Turquie et dans d'autres pays portent le nom de Talaat Pacha depuis 2020,.
Depuis 2005, des Turcs de Berlin tentent de faire construire un mémorial sur le lieu de l'assassinat et d'organiser des commémorations le 15 mars sur sa tombe. En mars 2006, des groupes nationalistes turcs organisent deux rassemblements à Berlin destinés à commémorer l'assassinat et à protester contre « le mensonge du génocide ». Les politiciens allemands critiquent la marche et la participation est faible,. En 2007, le journaliste turco-arménien Hrant Dink est assassiné par un ultranationaliste turc en plein jour. Des liens entre les meurtres de Hrant Dink et de Talaat Pacha sont relevés par de nombreux auteurs.

### Droit international
Raphael Lemkin, étudiant en droit juif polonais, connu pour avoir inventé le mot génocide en 1944,, déclare par la suite que ses lectures sur le génocide arménien et l'assassinat de Talaat Pacha ont suscité son intérêt pour les crimes de guerre. Raphael Lemkin demande à son professeur, Julius Makarewicz, pourquoi Talaat Pacha ne pouvait pas être jugé pour ses crimes en Allemagne. Il n'était pas du tout d'accord avec Julius  Makarewicz sur le fait que la souveraineté nationale signifie que les gouvernements peuvent tuer leurs propres citoyens en masse et qu'il serait erroné d'intervenir. Raphael Lemkin  conclut que l'assassinat est juste, mais il s'inquiète des excès de la justice d'autodéfense et tente donc de concevoir un cadre juridique pour punir le génocide, ce qui donne lieu à la création de la Convention pour la prévention et la répression du crime de génocide,.
Ceux qui ont défendu l'assassinat par Sholem Schwartzbard du pogromiste ukrainien antijuif Symon Petlioura, en 1926, ont cité le procès de Soghomon Tehlirian. Lors du procès (en), le tribunal français l'a finalement acquitté,. Selon Dean, les procès de Soghomon Tehlirian et celui de Sholem Schwartzbard ont été « les premiers grands procès en Europe occidentale dans lesquels des victimes de violence interethnique et d'atrocités de masse commanditées par l'État cherchaient à obtenir justice ». Dans son ouvrage Eichmann à Jérusalem, Hannah Arendt compare les deux affaires au procès d'Eichmann qui a suivi, pour lequel des agents israéliens ont enlevé l'auteur de l'Holocauste Adolf Eichmann et l'ont amené en Israël pour le juger. Elle note que les deux vengeurs ont cherché à obtenir une journée au tribunal pour rendre publics les crimes impunis commis contre leurs peuples,. L'avocat suisse Eugen Curti (de), défendant le juif David Frankfurter, qui a assassiné le nazi Wilhelm Gustloff, en février 1936, cite l'acte de Soghomon Tehlirian. Eugen Curti compare la persécution des Juifs dans l'Allemagne nazie au génocide arménien. Sous la pression de l'Allemagne, David Frankfurter est condamné.
Le futur procureur du procès de Nuremberg, Robert Kempner, qui a assisté au procès de Soghomon Tehlirian, estime que c'est la première fois dans l'histoire du droit qu'il est reconnu « que les violations flagrantes des droits de l'homme, et en particulier le génocide commis par un gouvernement, peuvent être contestées par des États étrangers, et que [cette intervention étrangère] ne constitue pas une ingérence inadmissible ».